# Wepsowie

Flaga Wepsów

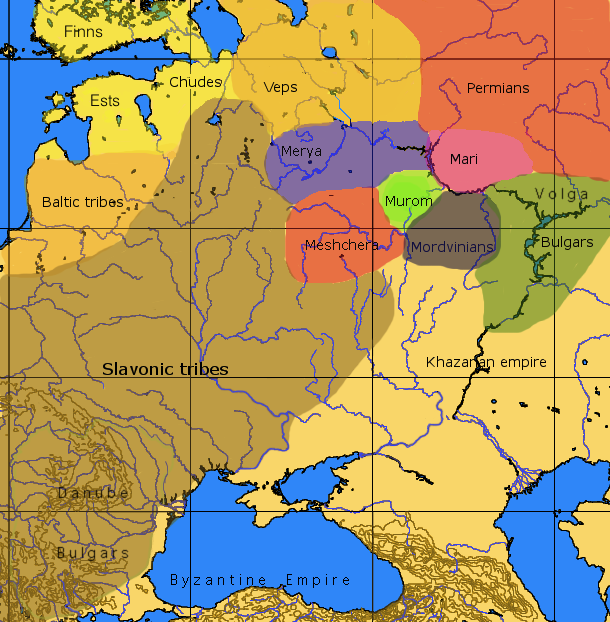
Położenie Wepsów przed przybyciem Waregów

Wepsowie – ugrofińska grupa etniczna zamieszkująca w północno-zachodniej części Federacji Rosyjskiej, używająca języka wepskiego (zaliczanego do języków bałto-fińskich) oraz języka rosyjskiego.
Wepsowie zamieszkują w obwodzie leningradzkim, w okolicy Petersburga (środkowi Wepsowie) oraz na wschód od tego miasta (Wepsowie południowi), a także w rosyjskiej Karelii, w okolicach Pietrozawodska, nad jeziorem Ładoga (Wepsowie północni, stanowiący 2/3 całości narodu). Większość wierzących Wepsów należy do Kościoła prawosławnego.
Wepsowie nigdy nie posiadali własnej państwowości. Znane są wyraźne ślady odrębnej kultury materialnej Wesi z X–XI w. Ziemie zamieszkiwane przez nich zostały w XIII w. podbite przez księstwa ruskie. Prowadzona początkowo celowa polityka rusyfikacji, zaś w XX wieku procesy migracyjne i asymilacyjne spowodowały, iż liczba Wepsów systematycznie się zmniejsza. Asymilacja nie następuje obecnie jak w latach poprzednich tylko poprzez zmniejszania się liczby Wepsów z powodu zmiany świadomości narodowej na rosyjską, ale również na karelską. Spis ludności przeprowadzony w Rosji w 2002 r. wykazał, iż w kraju tym żyje 8240 Wepsów (ponadto kilkaset osób tej narodowości mieszka na Ukrainie – 281 w 2001 roku). Jeszcze w 1939 r. narodowość wepską deklarowało 32 tys. osób, w 1959 już tylko 16,4 tys., zaś w 1989 – około 12 tys.
Obecnie działają wepskie towarzystwa kulturowe w Pietrozawodsku i Petersburgu, a ich działalność wspierają władze, zwłaszcza autonomicznej Karelii.

## Wepska gmina narodowa
20 stycznia 1994 r. w ramach Rejonu prionieżskiego rosyjskiej Karelli powołano do życia autonomiczną jednostkę administracyjną północnych Wepsów – Wepską Gminę Narodową (Вепсская национальная волость, czyt. Wiepsskaja nacionalnaja wołost'), obejmującą 13 wiosek. Gminę tę, w której siedzibą władz jest wieś Szołtoziero (Soutjärvi) (ok. 85 km. od Pietrozawodska) 1 stycznia 2002 r., zamieszkiwało 3493 mieszkańców, spośród których 1202 stanowili Wepsowie.

## Zmiany populacji Wepsów
| rok  | liczba Wepsów (według danych spisowych) |
| ---- | --------------------------------------- |
| 1897 | 25 284                                  |
| 1926 | 32 773                                  |
| 1939 | ok. 32 tys.                             |
| 1959 | 16,4 tys.                               |
| 1970 | 8281                                    |
| 1979 | 8094                                    |
| 1989 | ok. 12 tys.                             |
| 2002 | 8420                                    |